# 1. Oscar-gála
Az 1. Oscar-gála 1929. május 16-án, egy magánvacsora keretében került megrendezésre a Hollywood Roosevelt Hotelben. A jegy ára 5 dollár volt, és 270 ember jelent meg. Maga a ceremónia mindössze 15 percig tartott. A későbbi rendezvényekkel ellentétben a nyerteseket már hónapokkal a ceremónia előtt kihirdették. Ez volt az egyetlen Oscar-díj átadás, melyről egyetlen televíziós felvétel sem készült.

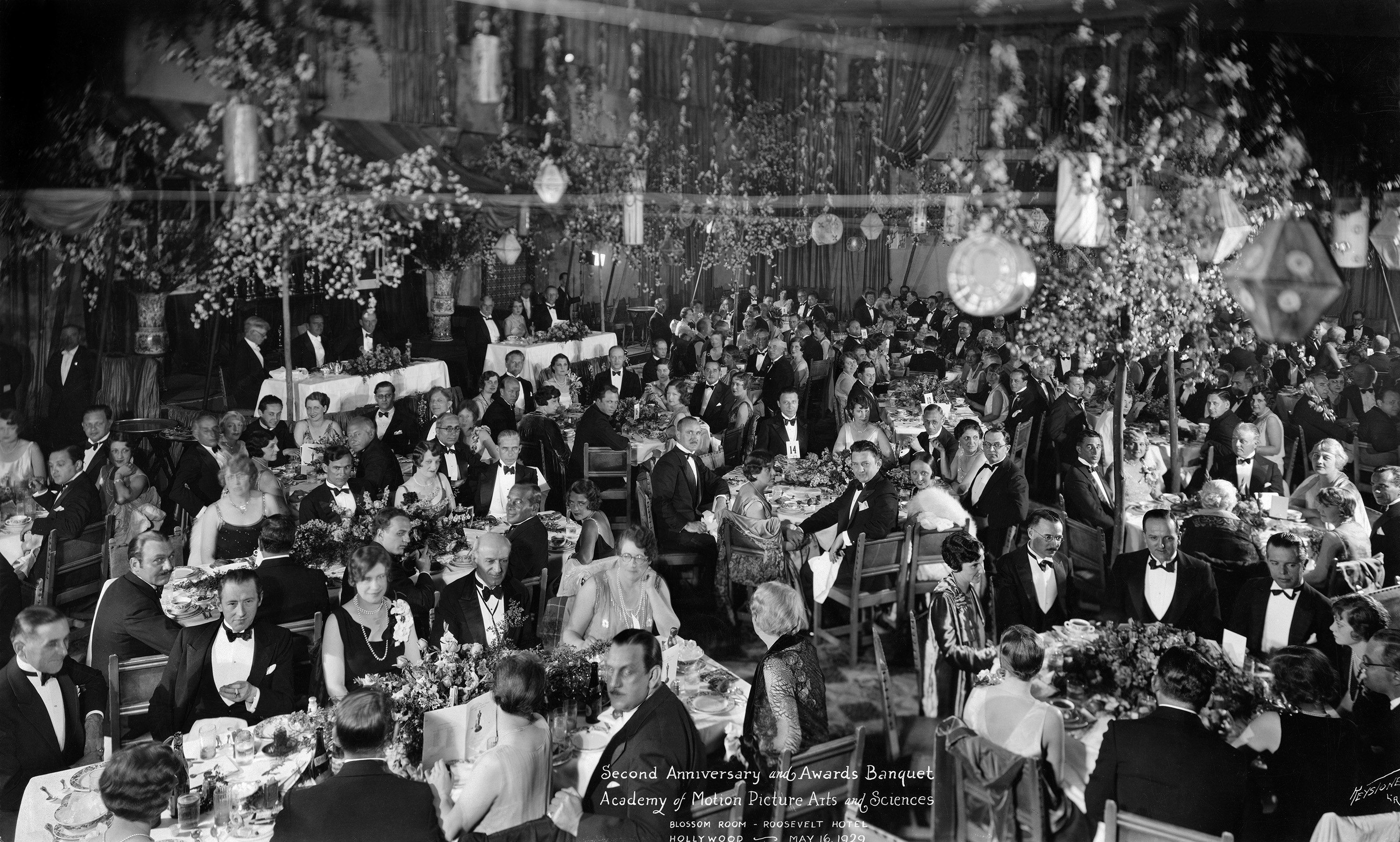
Az első Oscar-díj átadó 1929. május 16-án

A későbbi rendezvényekkel ellentétben egy színész vagy rendező egy éven belüli több munkáját is díjazhatták. Emil Jannings például elnyerte a Legjobb színész díját két alakításáért, a The Way of All Flesh és a The Last Command című filmekért. Charlie Chaplint 1929-ben eredetileg a filmben nyújtott alakításáért a legjobb színész kategóriában jelölték a Filmművészeti és Filmtudományi Akadémia díjára. Az Akadémia később azonban úgy döntött, hogy Chaplint kiveszi a jelöltek közül, és a Cirkusz c. filmben nyújtott komplex teljesítményét egy különdíj formájában kívánja elismerni. Az Életműdíjat a film rendezéséért, megírásáért, elkészítéséért valamint a filmben nyújtott alakításért együttesen kapta. A döntésről az Akadémia levélben értesítette Chaplint 1929 februárjában.

## Díjazottak és jelöltek

### Legjobb film
A díjat „Kiemelkedő film” címen adták át.
Győztes:
- Szárnyak / Fiatal sasok (Wings) – William A. Wellman

Jelöltek:
- A bűnbanda (The Racket)
- A hetedik mennyország (Seventh Heaven)

### Legjobb egyedi és művészi alkotás
Győztes:
- Virradat (Sunrise: A Song of Two Humans)

Jelöltek:
- Chang
- Dübörgő élet (The Crowd)

### Legjobb férfi főszereplő
Győztes:
- Emil Jannings – The Way of All Flesh és A hontalan hős (The Last Command)

Jelöltek:
- Richard Barthelmess – The Noose és The Patent Leather Kid

### Legjobb női főszereplő
Győztes:
- Janet Gaynor – A hetedik mennyország (Seventh Heaven), Street Angel és Virradat (Sunrise: A Song of Two Humans)

Jelöltek:
- Louise Dresser – Lucifer farsangja[3][4] (A Ship Comes In)
- Gloria Swanson – Eső – Miss Sadie Thompson (Sadie Thompson)

### Legjobb rendező (dráma)
Győztes:
- Frank Borzage – A hetedik mennyország (Seventh Heaven)

Jelöltek:
- Herbert Brenon – Sorrell and Son
- King Vidor – Dübörgő élet (The Crowd)

### Legjobb rendező (vígjáték)
Győztes:
- Lewis Milestone – Két arab lovag (Two Arabian Knights)

Jelöltek:
- Ted Wilde – Rohanás (Speedy)

### Legjobb eredeti történet
Győztes:
- Ben Hecht – Alvilág (Underworld)

Jelöltek:
- Bíró Lajos – A hontalan hős (The Last Command)

### Legjobb adaptált forgatókönyv
Győztes:
- Benjamin Glazer – A hetedik mennyország (Seventh Heaven)

Jelöltek:
- Alfred A. Cohn – A dzsesszénekes (The Jazz Singer)
- Anthony Coldeway – Glorious Betsy

### Legjobb némafilm-felirat
Győztes:
- Joseph Farnham – Fair Co-Ed, Laugh Clown, Laugh és Telling the World

Jelöltek:
- Gerald Duffy – The Private Life of Helen of Troy
- George Marion, Jr.

### Legjobb operatőr
Győztes:
- Charles Rosher és Karl Struss – Virradat (Sunrise: A Song of Two Humans)

Jelöltek:
- George Barnes  – The Devil Dancer, The Magic Flame és Sadie Thompson

### Legjobb vizuális effektus
Győztes:
- Roy Pomeroy – Szárnyak / Fiatal sasok (Wings)

Jelöltek:
- Ralph Hammeras
- Nugent Slaughter

### Legjobb látványtervezés
Győztes:
- William Cameron Menzies – The Dove és The Tempest

Jelöltek:
- Rochus Gliese – Virradat (Sunrise: A Song of Two Humans)
- Harry Oliver – A hetedik mennyország (Seventh Heaven)

### Életműdíj
- Charles Chaplin a Cirkusz című filmjéért.
- Warner Brothers a A dzsesszénekes (The Jazz Singer) című filmért.

## Statisztika

### Egynél több jelöléssel bíró filmek
- 5 jelölés: A hetedik mennyország
- 4 jelölés: Virradat
- 2 jelölés: Dübörgő élet (The Crowd),  Miss Sadie Thompson és Szárnyak

### Egynél több díjat nyert filmek
- 3 díj: A hetedik mennyország és Virradat
- 2 díj: Szárnyak